# Ch'anqa de conejo
La ch'anqa de conejo es un plato tradicional de la gastronomía boliviana, consumido principalmente en el departamento de Cochabamba y en la región de los valles bolivianos. Su ingrediente principal es el cuy sancochado con hierba buena, acompañado de papas, habas, cebolla verde y llajwa de locoto, una salsa picante tradicional.

## Antecedentes
En la Antología de la gastronomía boliviana, la historiadora Beatriz Rossells señala que se utilizan tres fuentes principales para conocer las características de la alimentación en el periodo prehispánico: los escritos de los cronistas, los libros y artículos especializados, y la identificación de especies animales y vegetales en el territorio. Según las crónicas, apunta Rossells, la alimentación en los Andes prehispánicos fue, primordialmente, gramínea y vegetariana, aunque también se registra el consumo de carnes de diferentes pisos ecológicos.
En la Historia del Nuevo Mundo, el cronista español Bernabé Cobo cita al cuy, conocido como conejillo de Indias, como uno de los animales comestibles consumidos hacia el siglo XVII en América, junto a la perdiz, las tórtolas, las pavas, el ñandú, entre otros. Cobo sitúa la cría doméstica y el consumo de cuy en zonas de valles andinos en el continente americano. Cobo señala que los habitantes de las zonas andinas no tenían “otros animales mansos y domésticos más que cuíes y pavos”.
De la misma manera, al referirse al temple de las sierras del Perú, señala: “hay mucha caza de guanacos, vicuñas, venados, vizcachas, chinchillas y cuíes”.

Además de nombrar al animal en una serie de enumeraciones sobre especies que los indígenas de la zona habían domesticado, Cobo dedica un capítulo de su libro a describir las características morfológicas del cuy, además de sus usos en la medicina tradicional y, principalmente, su estima gastronómica:
“Comen los indios este animalejo con el cuero, pelándolo solamente como si fuera lechón, y es para ellos comida muy regalada; y suelen hacer un guisado dél entero, habiéndole sacado el vientre, con mucho ají y guijas lisas del río, que llaman, calapurca, que quiere decir, en la lengua aimará, ‘piedras del vientre’, porque en este guisado echan dichas guijas en el vientre del cuy; el cual potaje estiman los indios más que otro alguno de los delicados que los españoles hacen”.
Sobre el consumo de cuy o k’uysi en los Andes en la época prehispánica, el lingüista aymara Félix Layme diferencia entre el cuy y el conejillo silvestre, en aymara wank’u. Sin embargo, Bernabé Cobo afirma que serían el mismo animal con distintos nombres:
Es el cuy animal tan fecundo, que pare cada dos meses, y en cada parto a seis y a ocho hijos, unas veces más y otras menos. Llámase en la lengua de la isla Española hutía, y en las dos generales del Perú; cuy, en la quichua; guanco, en la aimará.
Es complicado rastrear evidencias de la existencia de la ch’anqa, como el plato que conocemos ahora, en la dieta prehispánica o colonial. Beatriz Rossells, refiriéndose al libro “Arte culinario de boliva” (1962) de Nelly de Jordán, apunta que:
“La comida autóctona o de origen andino en la región de los valles es abundante: la ch‘anqa, el chupe, el chaque, chajchu, pejtu de habas, la ch’anqa de conejo o pollo con habas, cebollas y haba, así como una buena colección de platos de maiz, que es el producto estrella del departamento considerado como el granero de Bolivia”.

## Etimología
En la expresión escrita, se registra el uso de diferentes ortografías para el nombre del platillo: ch’anqa, ch’anka, chanq’a, chanq’a, chanka, chanqa.
Según el diccionario virtual de quechua Runasimi, el sustantivo chanqa tiene los siguientes significados: sopa de papas magulladas; caldo picante con los pedazos de carne; caldo de pollo con cebolla. Este último significado describe parcialmente al conjunto de las chanq’as de carnes de conejo y pollo. El adjetivo chanqa significa cosa medio molida, medio machucada.
Este mismo diccionario registra el vocablo chanka (sustantivo), que refiere, por un lado, a pierna, pantorrilla, muslo o anca del animal; y, por otro, a barranco o roca. El primer grupo de significados puede estar relacionado con la mayoría de las presas utilizadas para la chanq’a de conejo: sus patas, o extremidades superiores e inferiores.

## Descripción
La receta de Nelly de Jordán, en su libro Arte culinario de Bolivia (1962), publicada en la compilación de recetas de la Antología de gastronomía boliviana (2018), detalla que es un plato a base de carne de conejo hervida con hierbas para formar un caldo. Posteriormente se cuecen papas, habas verdes y cebolla verde. Se sirve acompañado de llajua.

## La ch’anqa en la literatura boliviana
En el libro Lo que se come en Bolivia, libro publicado en 1946 y reeditado en 2014 por el Ministerio de Culturas y Turismo de Bolivia, el escritor, periodista y caricaturista orureño Luis Tellez Herrero relata un día de comilona en la zona de Cala Cala, en Cochabamba:
La segunda parte del programa la constituye otro plato cochala que es ahora un valioso componente del menú de cualquier departamento. Es la imponderable ch’anqa de conejo que viene servida en cada plato. El examen preliminar que de ella hacemos es del todo satisfactorio.
Al centro del plato, viene en posición decúbito dorsal, el exánime cuerpecito de un conejo, cocido solamente, sin ningún añadido de manteca y al que no han sacado más que el cuero y las vísceras. Sus vivísimos ojos de antes ahora miran con una turbia mirada de borracho. Velando el sueño del conejito vienen tres papas runas, partidas por gala en dos. Cerca, un montículo de habas tiernas, tiernamente abrazadas por tiras de cebolla verde, cocida. Y abrigando todo, la típica llajua de loco, cebolla y tomate.
El programa es formidable. Sin más contemplaciones procedemos a devorar al difunto conejito. Sus frágiles huesos crujen lúgubremente en nuestras poderosas mandíbulas. La llajua, atrozmente picante, nos desata una furia devoradora. La suavidad de las runas mitiga ligeramente el ardor, el incendio que siento en la boca; las habas y la verde cebolla también proporcionan su fresco alivio…. Pero necesitamos algo líquido y el amigo, entendiéndolo, pide:
-¡Dos botellas de cliceña!
Llegan las botellas con el dorado néctar y bebo sin tardanza un vaso. El oro líquido aplaca el ardor de mis labios y de mi lengua. ¡Es maravilloso! Consideran en Cochabamba que todo plato en el que se emplea ají o locoto debe ir precisamente regado con chicha, sea esta tarateña, cliceña o punateña, aun cuando las preferencias se inclinan, por lo general, hacia la cliceña.

La ch’anqa ha estado superior. Me dice el amigo que también suele hacerse ch’anqa de gallina.
El escritor cochabambino Ramón Rocha Monrroy dedica una crónica a la ch’anqa de conejo en su libro Todos los cominos conducen Aroma. En su texto, apunta que, como varios platillos tradicionales de Cochabamba, la ch’anqa no lleva muchos condimentos. Sin embargo, utiliza elementos de la “alta cocina contemporánea”: “un fondo de huesos de res, purificado con el hervor de los conejos que, por si solos, no darían sustancia al caldo; una ración precisa de hierba buena, cebolla verde y habas tiernas; una olla de barro ahumada con leña de eucalipto y fuego vivo para despachar el cocimiento en un solo fervor.”
Otro requisito es la selección de los ingredientes, que tienen en común una condición: todos deben ser jóvenes, tiernos y frescos. No se hace una buena ch'anqa de conejos congelados o hierbas de supermercado. Antes de que nos llegara la tiranía del refrigerador, nuestro refrigerador era el huerto. Es allí donde una buena cocinera selecciona la hierbabuena, las habas y las cebollas verdes más tiernas y frescas, así como los conejillos más vivaces, de ninguna manera los conejos adultos, llamados kututus, que tienen los huevos no solo bien puestos (si no que lo diga la mamá coneja, siempre en trance de parir), sino hediondísimos. No, señor. Un conejo de ch'anqa tiene que ser púber, casto, capado, niño de coro, prácticamente un ángel en la tierra. 

## Tradiciones
En el municipio de Tiraque del departamento de Cochabamba, se celebra el 28 de marzo la Feria del phiri, habas pejtu, conejo cuy y ambrosía. También en Cochabamba, en el municipio de Tolata, provincia Germán Jordán, se lleva a cabo cada primer domingo de julio la Feria del pato, conejo cuy y chicha tolateña.
El 2017 el conejo cuy fue declarado Patrimonio Cultural Gastronómico de Cochabamba, “por el alto valor nutritivo que tiene y por su singular sabor”.

## Variaciones
La tradicional ch’anqa de pollo cochabambina es una sopa. La receta del canal de YouTube Recetas de Melito señala que se cocina con piernas con entrepierna de pollo, papas, zanahoria, pimento morrón, cabezas de cebolla y pimienta dulce. Otras recetas no incluyen zanahoria ni pimento morrón. La ch’anqa de pollo está entre los caldos más tradicionales de Cochabamba. Antiguamente, se preparaba con pollo criollo en olla de barro, cocinado a fogón de leña.
Una variación es la ch’anqa de pollo seco. En este platillo, que no es una sopa, las presas de pollo están fritas y se sirven con papa y fideo graneado y rebosado en maní y ajo (conocido como “sopa de fideo” en La Paz). Como en la ch’anqa tradicional, el pollo se acompaña de cebolla verde (cola de cebolla) y habas.
Un platillo vinculado a la ch’anqa tradicional de conejo es el lambreado de conejo. Las presas del animal se hierven, como en la receta de la ch’anqa; luego, se empanizan y fríen. Se sirve con chuño phuti, papa, fideo y ensalada.
La chanqa de pollo que se consume en el departamento de Tarija es una sopa picante, mezclada con pollo, acompañada con papas y/o chuño.
En el municipio Riberalta, en el departamento del Beni, la chanq’a es un mechado de pollo hervido mezclado con mayonesa hasta adquirir una consistencia pastosa, que se sirve con lechuga y tomate. Es un preparado muy popular en las celebraciones de cumpleaños por ser sabroso, económico y de sencilla preparación. El uso del nombre en quechua en una región amazónica no deja de ser llamativo y, dada la preparación, podría vincularse el significado de "cosa medio molida, medio machucada". En otras poblaciones y ciudades del Beni y de los llanos bolivianos, como Santa Cruz, se conoce a este preparado como "salpicón", mientras que en la región occidental recibe el nombre de "pavita".

## Valor nutricional del cuy
La carne de cuy, además de ser sabrosa, se caracteriza por poseer un alto valor proteico. Además, contiene los aminoácidos esenciales y ácidos grasos esenciales que son requeridos en la nutrición humana.
De acuerdo al Centro Nacional de Alimentación y Nutrición del Instituto Nacional de Salud del Perú, la carne de cuy contiene 78.1% de agua; 19% de proteína; 1.6% de grasa; 1.2% de minerales y 0.1% de carbohidratos totales y disponibles.